# Arnór Atlason
Arnór Atlason (* 23. Juli 1984 in Reykjavík) ist ein ehemaliger isländischer Handballspieler.

## Karriere

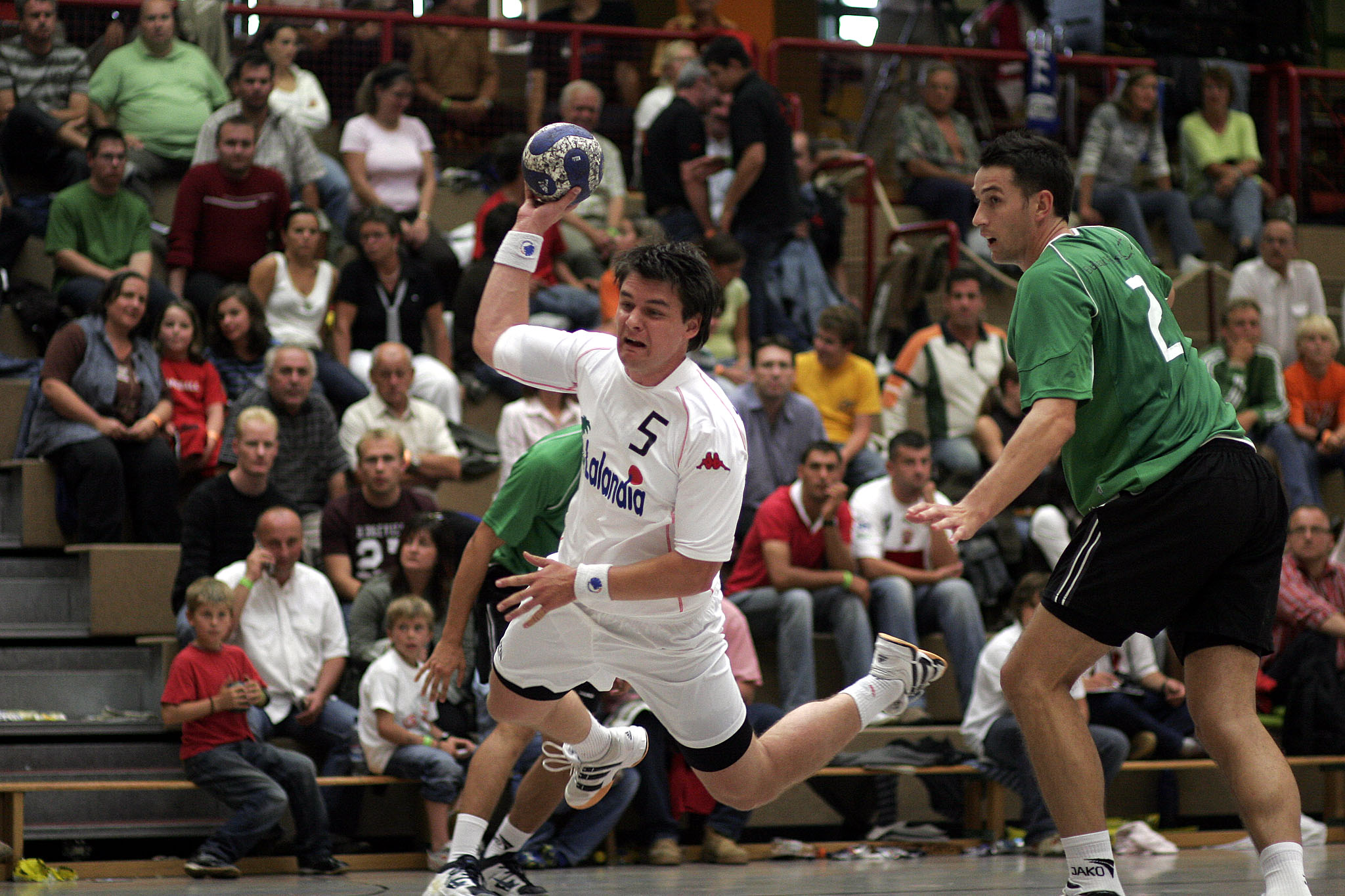
Arnor Atlason in Aktion

Arnór Atlason spielte anfangs für KA Akureyri, mit dem er 2002 die isländische Meisterschaft sowie 2004 den isländischen Pokal gewann. Im Pokalfinale 2004 erzielte er beim 31:23-Erfolg gegen Fram Reykjavík insgesamt 13 Treffer. Von 2004 bis 2006 lief er in der Handball-Bundesliga für den SC Magdeburg Gladiators auf. Anschließend wechselte er nach Dänemark, wo er bis 2010 bei FCK Håndbold und danach  beim AG København spielte. Nachdem AGK 2012 Insolvenz anmelden musste, ging er zur SG Flensburg-Handewitt. Zur Saison 2013/14 wechselte er zum französischen Klub Saint-Raphaël Var Handball, wo er einen Dreijahresvertrag unterschrieb. Ab dem Sommer 2016 lief er für den dänischen Erstligisten Aalborg Håndbold auf. Nach der Saison 2017/18 beendete Arnór Atlason seine Karriere und wurde Co-Trainer bei Aalborg Håndbold. Seit dem Sommer 2020 trainiert er die dänische U18-Nationalmannschaft. Nach der Saison 2022/23 beendete Arnór Atlason seine Tätigkeit bei Aalborg Håndbold und wurde Trainer bei Team Tvis Holstebro. Seit Juni 2023 ist er als Co-Trainer der isländischen Nationalmannschaft tätig.
Arnór Atlason gehörte der Isländischen Nationalmannschaft an. Seine Spielposition ist auf Rückraum Mitte. Bei den Olympischen Spielen 2008 gewann er mit Island die Silbermedaille. Im Sommer 2012 nahm er an den Olympischen Spielen in London teil.

## Erfolge
- Isländischer Meister 2002
- Isländischer Pokalsieger 2004
- Dänischer Meister 2008, 2011, 2012, 2017
- Olympisches Silber 2008
- Dänischer Pokalsieger 2010
- Europameisterschafts Bronze 2010

## Bundesligabilanz
| Saison  | Verein                 | Spielklasse | Spiele | Tore | 7-Meter | Feldtore |
| ------- | ---------------------- | ----------- | ------ | ---- | ------- | -------- |
| 2004/05 | SC Magdeburg           | Bundesliga  | 22     | 34   | 1       | 33       |
| 2005/06 | SC Magdeburg           | Bundesliga  | 19     | 20   | 0       | 20       |
| 2012/13 | SG Flensburg-Handewitt | Bundesliga  | 17     | 37   | 0       | 37       |
|         | gesamt                 | Bundesliga  | 58     | 91   | 1       | 90       |

## Privates
Arnór Atlason stammt aus einer sportbegeisterten Familie. Sein Vater Atli Hilmarsson sowie seine Schwester Þorgerður Anna Atladóttir liefen für die isländische Handballnationalmannschaft auf. Sein Bruder Davíð Örn Atlason spielt hochklassig Fußball.